# Coupe du monde de ski alpin 2006-2007
Navigation
Édition précédente Édition suivante
La coupe du monde de ski alpin 2006-2007 est la 41e édition de la coupe du monde de ski alpin, compétition de ski alpin organisée annuellement. Elle se déroule du 28 octobre 2006 au 18 mars 2007.
Les hommes disputent 36 épreuves : 11 descentes, 5 super-G, 6 géants, 10 slaloms et 4 combinés.
Les femmes disputent 35 épreuves : 9 descentes, 7 super-G, 7 géants et 9 slaloms et 3 combinés.
Les championnats du monde sont disputés à Åre du 3 au 18 février 2007.

## Tableau d'honneur
| Catégorie | Messieurs          | Dames          |
| --------- | ------------------ | -------------- |
| Général   | Aksel Lund Svindal | Nicole Hosp    |
| Descente  | Didier Cuche       | Renate Götschl |
| Super G   | Bode Miller        | Renate Götschl |
| Géant     | Aksel Lund Svindal | Nicole Hosp    |
| Slalom    | Benjamin Raich     | Marlies Schild |
| Combiné   | Aksel Lund Svindal | Marlies Schild |

## Résumé de la saison
Révélé la saison précédente au plus haut niveau, Aksel Lund Svindal confirme de façon éclatante en devenant le troisième norvégien vainqueur de la coupe du monde de ski alpin.
Le norvégien de 24 ans livre un duel fratricide sur toute la saison avec l'autrichien Benjamin Raich vainqueur du général la saison précédente. En effet, le norvégien profite de sa régularité qui lui permet de marquer des points dans les cinq disciplines tandis que Raich profite de sa domination en slalom et de ses performances de choix en géant et en combiné lui permettant de prendre un avantage intéressant de 103 points à la veille des finales de Lenzerheide. Mais Svindal marque les esprits en remportant la descente, le super G ainsi que le géant de ces finales alors que Raich termine 13e de la descente et 2e du super G mais sort lors de la première manche du géant permettant au norvégien de renverser la vapeur et de compter 97 points d'avance à la veille du slalom obligeant l'autrichien à la victoire qui ne l'assurera pas forcément du gros globe si Svindal termine dans les quinze premiers de la course finale. Et c'est ce qui arriva, Raich remportant le slalom et Svindal terminant à la 15e place s'assurant ainsi le gros globe pour 13 points.
Vainqueur à cinq reprises dans quatre disciplines différentes (2 géants, 1 descente, 1 super G et 1 super combiné), double champion du monde en descente et géant et vainqueur du globe du géant et du super combiné en plus du classement général, Svindal s'inscrit dans la lignée de ses illustres ainés Kjetil André Aamodt et Lasse Kjus au panthéon des grands polyvalents norvégiens.
Après plusieurs années gâchées par des blessures graves, le Suisse Didier Cuche effectue un retour tonitruant en remportant le globe de la descente. Très impressionnant, il ne quitte que deux fois le top 5 dans la discipline reine et signe 6 podiums dont 1 victoire à Kvitfjell. Très régulier aussi en super G (2e du classement final) et en géant (médaillé de bronze à Åre), le skieur de Neuchâtel termine troisième du classement général.
L'Américain Bode Miller, impressionne en début de saison en remportant quatre victoires (2 descentes à Beaver Creek et Wengen et 2 super G à Val Gardena et Hinterstoder) laissant penser qu'il pourra lutter jusqu'au bout pour le classement général. Victime de son ski à risques, la suite de la saison de Miller ne sera pas à la hauteur des espoirs suscités avec en point d'orgue des mondiaux ratés ce qui ne l'empêchera pas de remporter son deuxième globe du super G et de terminer au quatrième rang du classement général.
En slalom, Benjamin Raich réalise une saison quasi parfaite et livre un duel face à Mario Matt. En effet, si Raich compte avant les finales deux victoires et cinq podiums, son rival autrichien auteur d'un début de saison compliqué devient irrésistible en janvier ne quittant plus les podiums (six d'affilée), remporte deux slaloms en plus du titre mondial et aborde la dernière course avec quinze points d'avance. Une course que Raich remporte devant Matt conquérant ainsi son troisième globe de cristal de la spécialité pour seulement cinq points.
La saison chez les dames marque l'avènement de Nicole Hosp qui remporte à 25 ans sa première coupe du monde au terme d'une lutte serrée avec ses compatriotes Marlies Schild, Renate Götschl et l'américaine Julia Mancuso.
La jeune autrichienne se distingue par sa polyvalence. En effet, elle dispute toutes les courses de la saison et ne termine hors des points que trois fois lui conférant un avantage certains face à ses rivales. À douze reprises sur le podium et quatre fois victorieuse (2 géants, 1 slalom et 1 combiné) Hosp ravi le classement général grâce à ses victoires sur les deux dernières courses de la saison en slalom et en géant. En outre du général, Hosp accroche le globe ainsi que le titre mondial en géant et termine dans le top 3 du classement du super G (2e), du slalom (2e) et du combiné (3e). Ses performances lui permettant d'être désignée sportive de l'année en Autriche.
La saison marque aussi la révélation de Marlies Schild. Largement dominatrice en slalom ou elle survole sept courses sur neuf lui permettant de remporter le globe de la discipline avec plus de 300 points d'avance sur Hosp, elle remporte également le globe du combiné, obtient deux médailles mondiales en slalom (2e) et en combiné (3e), signe ses premiers podiums en vitesse (2e de la descente et 3e du super G de Lenzerheide) et termine deuxième du classement général à moins de 100 points de Hosp.
Renate Götschl âgée maintenant de 32 ans profite quant à elle du manque de concurrence dans les disciplines de vitesse depuis les arrêts de Dorfmeister et Kostelic. Elle ne quitte presque jamais le podium et s'impose à huit reprises (4 descentes et 4 super G) lui permettant de conquérir son cinquième globe en descente et son troisième globe du super G.
Les skieuses américaines confirment un retour au premier plan dans les disciplines de vitesse. Julia Mancuso remporte quatre succès dans trois disciplines différentes (2 Descente, 1 Super G et 1 combiné) et termine troisième du général tandis que Lindsey Kildow s'impose à trois reprises en descente (2x) et super G (1x).
Opérée du genou à l'intersaison, Anja Pärson voit ses résultats en chute libre dans les disciplines techniques et progresse peu en vitesse. Victorieuse une seule fois en super G à Lenzerheide en coupe du monde, elle ne doit le salut d'une saison réussie qu'à des mondiaux exceptionnels à domicile où elle remporte trois médailles d'or en descente, super G et combiné.

## Système de points
Le vainqueur d'une épreuve de coupe du monde se voit attribuer 100 points pour le classement général. Les skieurs classés aux trente premières places marquent des points.
| Place  | 1er | 2d | 3e | 4e | 5e | 6e | 7e | 8e | 9e | 10e | 11e | 12e | 13e | 14e | 15e | 16e | 17e | 18e | 19e | 20e | 21e | 22e | 23e | 24e | 25e | 26e | 27e | 28e | 29e | 30e |
| ------ | --- | -- | -- | -- | -- | -- | -- | -- | -- | --- | --- | --- | --- | --- | --- | --- | --- | --- | --- | --- | --- | --- | --- | --- | --- | --- | --- | --- | --- | --- |
| Points | 100 | 80 | 60 | 50 | 45 | 40 | 36 | 32 | 29 | 26  | 24  | 22  | 20  | 18  | 16  | 15  | 14  | 13  | 12  | 11  | 10  | 9   | 8   | 7   | 6   | 5   | 4   | 3   | 2   | 1   |

## Classement général
| Rang | Nom                   | Points |
| ---- | --------------------- | ------ |
| 1    | Aksel Lund Svindal    | 1268   |
| 2    | Benjamin Raich        | 1255   |
| 3    | Didier Cuche          | 1098   |
| 4    | Bode Miller           | 882    |
| 5    | Mario Matt            | 744    |
| 6    | Peter Fill            | 694    |
| 7    | Marco Büchel          | 635    |
| 8    | Marc Berthod          | 591    |
| 9    | Mario Scheiber        | 584    |
| 10   | Kalle Palander        | 546    |
| 11   | Ted Ligety            | 534    |
| 12   | Erik Guay             | 529    |
| 13   | Silvan Zurbriggen     | 523    |
| 14   | Didier Defago         | 515    |
| 15   | Jens Byggmark         | 506    |
| 16   | Michael Walchhofer    | 498    |
| 17   | Christoph Gruber      | 479    |
| 18   | Manfred Mölgg         | 453    |
| 19   | Hermann Maier         | 452    |
| 20   | Massimiliano Blardone | 390    |

| Rang | Nom                   | Points |
| ---- | --------------------- | ------ |
| 1    | Nicole Hosp           | 1572   |
| 2    | Marlies Schild        | 1482   |
| 3    | Julia Mancuso         | 1356   |
| 4    | Renate Götschl        | 1300   |
| 5    | Anja Pärson           | 885    |
| 6    | Lindsey Kildow        | 808    |
| 7    | Tanja Poutiainen      | 783    |
| 8    | Michaela Kirchgasser  | 657    |
| 9    | Sarka Zahrobska       | 593    |
| 10   | Ingrid Jacquemod      | 584    |
| 11   | Elisabeth Görgl       | 568    |
| 12   | Kathrin Zettel        | 568    |
| 13   | Andrea Fischbacher    | 488    |
| 14   | Maria Riesch          | 487    |
| 15   | Anna Ottosson         | 453    |
| 16   | Emily Brydon          | 414    |
| 17   | Alexandra Meissnitzer | 413    |
| 18   | Therese Borssen       | 407    |
| 19   | Veronika Zuzulová     | 383    |
| 20   | Kelly Vanderbeek      | 367    |

## Classements de chaque discipline
Les noms en gras remportent les titres des disciplines.

### Descente
| Rang | Nom                | Points |
| ---- | ------------------ | ------ |
| 1    | Didier Cuche       | 652    |
| 2    | Marco Büchel       | 471    |
| 3    | Erik Guay          | 393    |
| 4    | Peter Fill         | 382    |
| 5    | Michael Walchhofer | 370    |
| 6    | Andrej Jerman      | 339    |
| 7    | Aksel Lund Svindal | 321    |
| 8    | Bode Miller        | 318    |
| 9    | Mario Scheiber     | 254    |
| 10   | Steven Nyman       | 250    |

| Rang | Nom                   | Points |
| ---- | --------------------- | ------ |
| 1    | Renate Götschl        | 705    |
| 2    | Julia Mancuso         | 536    |
| 3    | Lindsey Kildow        | 390    |
| 4    | Anja Pärson           | 293    |
| 5    | Ingrid Jacquemod      | 264    |
| 6    | Nadia Styger          | 229    |
| 7    | Maria Riesch          | 225    |
| 8    | Kelly Vanderbeek      | 218    |
| 9    | Marie Marchand-Arvier | 215    |
| 10   | Dominique Gisin       | 210    |

### Super G
| Rang | Nom                | Points |
| ---- | ------------------ | ------ |
| 1    | Bode Miller        | 304    |
| 2    | Didier Cuche       | 208    |
| 3    | John Kucera        | 194    |
| 4    | Mario Scheiber     | 190    |
| 5    | Aksel Lund Svindal | 181    |
| 6    | Hermann Maier      | 177    |
| 7    | Christoph Gruber   | 153    |
| 8    | Marco Büchel       | 146    |
| 9    | Peter Fill         | 143    |
| 10   | Erik Guay          | 136    |
|      | Georg Streitberger | 136    |

| Rang | Nom                   | Points |
| ---- | --------------------- | ------ |
| 1    | Renate Götschl        | 540    |
| 2    | Nicole Hosp           | 352    |
| 3    | Lindsey Kildow        | 310    |
| 4    | Julia Mancuso         | 273    |
| 5    | Alexandra Meissnitzer | 207    |
| 6    | Anja Pärson           | 202    |
| 7    | Britt Janyk           | 167    |
| 8    | Andrea Fischbacher    | 158    |
| 9    | Kelly Vanderbeek      | 149    |
| 10   | Tina Maze             | 143    |

### Géant
| Rang | Nom                   | Points |
| ---- | --------------------- | ------ |
| 1    | Aksel Lund Svindal    | 416    |
| 2    | Massimiliano Blardone | 380    |
| 3    | Benjamin Raich        | 319    |
| 4    | Kalle Palander        | 299    |
| 5    | François Bourque      | 249    |
| 6    | Bode Miller           | 232    |
| 7    | Didier Cuche          | 223    |
| 8    | Ted Ligety            | 212    |
| 9    | Didier Defago         | 163    |
| 10   | Manfred Mölgg         | 119    |

| Rang | Nom                  | Points |
| ---- | -------------------- | ------ |
| 1    | Nicole Hosp          | 490    |
| 2    | Tanja Poutiainen     | 419    |
| 3    | Michaela Kirchgasser | 357    |
| 4    | Julia Mancuso        | 275    |
| 5    | Kathrin Hölzl        | 228    |
| 6    | Anna Ottosson        | 208    |
| 7    | Kathrin Zettel       | 206    |
| 8    | Manuela Mölgg        | 200    |
| 9    | Karen Putzer         | 191    |
| 10   | Nicole Gius          | 174    |

### Slalom
| Rang | Nom                  | Points |
| ---- | -------------------- | ------ |
| 1    | Benjamin Raich       | 605    |
| 2    | Mario Matt           | 600    |
| 3    | Jens Byggmark        | 490    |
| 4    | Markus Larsson       | 340    |
| 5    | Manfred Mölgg        | 334    |
| 6    | Marc Berthod         | 322    |
| 7    | Michael Janyk        | 279    |
| 8    | Felix Neureuther     | 264    |
| 9    | Kalle Palander       | 247    |
| 10   | Jean-Baptiste Grange | 242    |

| Rang | Nom                 | Points |
| ---- | ------------------- | ------ |
| 1    | Marlies Schild      | 760    |
| 2    | Nicole Hosp         | 418    |
| 3    | Sarka Zahrobska     | 405    |
| 4    | Therese Borssen     | 389    |
| 5    | Veronika Zuzulová   | 344    |
| 6    | Tanja Poutiainen    | 332    |
| 7    | Ana Jelušić         | 328    |
| 8    | Kathrin Zettel      | 257    |
| 9    | Anna Ottosson       | 215    |
| 10   | Florine de Leymarie | 199    |

### Combiné
| Rang | Nom                | Points |
| ---- | ------------------ | ------ |
| 1    | Aksel Lund Svindal | 232    |
| 2    | Marc Berthod       | 202    |
| 3    | Ivica Kostelić     | 200    |
| 4    | Silvan Zurbriggen  | 169    |
| 5    | Benjamin Raich     | 166    |
| 6    | Romed Baumann      | 140    |
| 7    | Peter Fill         | 127    |
| 8    | Rainer Schönfelder | 106    |
|      | Hans Olsson        | 106    |
| 10   | Pierrick Bourgeat  | 104    |

| Rang | Nom                  | Points |
| ---- | -------------------- | ------ |
| 1    | Marlies Schild       | 220    |
| 2    | Julia Mancuso        | 195    |
| 3    | Nicole Hosp          | 190    |
| 4    | Michaela Kirchgasser | 152    |
| 5    | Resi Stiegler        | 119    |
| 6    | Sarka Zahrobska      | 97     |
| 7    | Lindsey Kildow       | 80     |
| 8    | Elisabeth Görgl      | 78     |
| 9    | Ingrid Jacquemod     | 77     |
| 10   | Emily Brydon         | 76     |

## Calendrier et résultats

### Messieurs
| Date                                                | Lieu          | Épreuve       | Vainqueur              | Second                 | Troisième              |
| --------------------------------------------------- | ------------- | ------------- | ---------------------- | ---------------------- | ---------------------- |
| 29 octobre 2006                                     | Sölden        | Géant         | Annulé                 | Annulé                 | Annulé                 |
| 12 novembre 2006                                    | Levi          | Slalom        | Benjamin Raich         | Markus Larsson         | Giorgio Rocca          |
| 25 novembre 2006                                    | Lake Louise   | Descente      | Marco Büchel           | Manuel Osborne-Paradis | Peter Fill             |
| 26 novembre 2006                                    | Lake Louise   | Super G       | John Kucera            | Mario Scheiber         | Patrik Järbyn          |
| 30 novembre 2006                                    | Beaver Creek  | Super combiné | Aksel Lund Svindal     | Marc Berthod           | Rainer Schönfelder     |
| 1er décembre 2006                                   | Beaver Creek  | Descente      | Bode Miller            | Didier Cuche           | Steven Nyman           |
| 2 décembre 2006                                     | Beaver Creek  | Géant         | Massimiliano Blardone  | Aksel Lund Svindal     | Ted Ligety             |
| 3 décembre 2006                                     | Beaver Creek  | Slalom        | Andre Myhrer           | Michael Janyk          | Felix Neureuther       |
| 10 décembre 2006                                    | Reiteralm     | Super combiné | Ivica Kostelić         | Romed Baumann          | Pierrick Bourgeat      |
| 15 décembre 2006                                    | Val Gardena   | Super G       | Bode Miller            | Christoph Gruber       | John Kucera            |
| 16 décembre 2006                                    | Val Gardena   | Descente      | Steven Nyman           | Didier Cuche           | Fritz Strobl           |
| 17 décembre 2006                                    | Alta Badia    | Géant         | Kalle Palander         | Bode Miller            | Didier Defago          |
| 18 décembre 2006                                    | Alta Badia    | Slalom        | Markus Larsson         | Ted Ligety             | Ivica Kostelić         |
| 20 décembre 2006                                    | Hinterstoder  | Super G       | Bode Miller            | Peter Fill             | Hermann Maier          |
| 21 décembre 2006                                    | Hinterstoder  | Géant         | Aksel Lund Svindal     | François Bourque       | Kalle Palander         |
| 28 décembre 2006                                    | Bormio        | Descente I    | Michael Walchhofer     | Didier Cuche           | Mario Scheiber         |
| 29 décembre 2006                                    | Bormio        | Descente II   | Michael Walchhofer     | Peter Fill             | Mario Scheiber         |
| 6 janvier 2007                                      | Adelboden     | Géant         | Benjamin Raich         | Massimiliano Blardone  | Aksel Lund Svindal     |
| 7 janvier 2007                                      | Adelboden     | Slalom        | Marc Berthod           | Benjamin Raich         | Mario Matt             |
| 13 janvier 2007                                     | Wengen        | Descente      | Bode Miller            | Didier Cuche           | Peter Fill             |
| 14 janvier 2007                                     | Wengen        | Super combiné | Mario Matt             | Marc Berthod           | Silvan Zurbriggen      |
| 20 janvier 2007                                     | Val d'Isère   | Descente      | Pierre-Emmanuel Dalcin | Erik Guay              | Manuel Osborne-Paradis |
| 26 janvier 2007                                     | Kitzbühel     | Super G       | Annulé                 | Annulé                 | Annulé                 |
| 27 janvier 2007                                     | Kitzbühel     | Slalom        | Jens Byggmark          | Mario Matt             | Alois Vogl             |
| 28 janvier 2007                                     | Kitzbühel     | Slalom        | Jens Byggmark          | Mario Matt             | Manfred Mölgg          |
| 28 janvier 2007                                     | Kitzbühel     | Combiné       | Annulé                 | Annulé                 | Annulé                 |
| 30 janvier 2007                                     | Schladming    | Slalom        | Benjamin Raich         | Jens Byggmark          | Mario Matt             |
| Championnats du monde à Åre du 3 au 18 février 2007 |               |               |                        |                        |                        |
| 23 février 2007                                     | Garmisch      | Descente I    | Andrej Jerman          | Hans Grugger           | Erik Guay              |
| 24 février 2007                                     | Garmisch      | Descente II   | Erik Guay              | Andrej Jerman          | Didier Cuche           |
| 25 février 2007                                     | Garmisch      | Slalom        | Mario Matt             | Felix Neureuther       | Benjamin Raich         |
| 3 mars 2007                                         | Kranjska Gora | Géant         | Benjamin Raich         | François Bourque       | Massimiliano Blardone  |
| 4 mars 2007                                         | Kranjska Gora | Slalom        | Mario Matt             | Benjamin Raich         | Manfred Mölgg          |
| 9 mars 2007                                         | Kvitfjell     | Super combiné | Benjamin Raich         | Silvan Zurbriggen      | Aksel Lund Svindal     |
| 10 mars 2007                                        | Kvitfjell     | Descente      | Didier Cuche           | Erik Guay              | Marco Büchel           |
| 11 mars 2007                                        | Kvitfjell     | Super G       | Hans Grugger           | Mario Scheiber         | Didier Cuche           |
| 14 mars 2007                                        | Lenzerheide   | Descente      | Aksel Lund Svindal     | Daniel Albrecht        | Christoph Gruber       |
| 15 mars 2007                                        | Lenzerheide   | Super G       | Aksel Lund Svindal     | Benjamin Raich         | Erik Guay              |
| 17 mars 2007                                        | Lenzerheide   | Géant         | Aksel Lund Svindal     | Massimiliano Blardone  | Bode Miller            |
| 18 mars 2007                                        | Lenzerheide   | Slalom        | Benjamin Raich         | Mario Matt             | Manfred Mölgg          |

### Dames
| Date                                                | Lieu              | Épreuve       | Vainqueur            | Seconde                       | Troisième             |
| --------------------------------------------------- | ----------------- | ------------- | -------------------- | ----------------------------- | --------------------- |
| 28 octobre 2006                                     | Sölden            | Géant         | Annulé               | Annulé                        | Annulé                |
| 11 octobre 2006                                     | Levi              | Slalom        | Marlies Schild       | Nicole Hosp                   | Kathrin Zettel        |
| 25 novembre 2006                                    | Aspen             | Géant         | Kathrin Zettel       | Tanja Poutiainen              | Michaela Kirchgasser  |
| 26 novembre 2006                                    | Aspen             | Slalom        | Marlies Schild       | Nicole Hosp                   | Therese Borssen       |
| 1er décembre 2006                                   | Lake Louise       | Descente I    | Maria Riesch         | Lindsey Kildow                | Nadia Fanchini        |
| 2 décembre 2006                                     | Lake Louise       | Descente II   | Lindsey Kildow       | Renate Götschl                | Anja Pärson           |
| 3 décembre 2006                                     | Lake Louise       | Super G       | Renate Götschl       | Lindsey Kildow                | Kelly Vanderbeek      |
| 15 décembre 2006                                    | Reiteralm         | Super combiné | Marlies Schild       | Michaela Kirchgasser          | Kathrin Zettel        |
| 16 décembre 2006                                    | Reiteralm         | Super G       | Renate Götschl       | Nicole Hosp                   | Martina Schild        |
| 19 décembre 2006                                    | Val d'Isère       | Descente I    | Julia Mancuso        | Renate Götschl                | Lindsey Kildow        |
| 20 décembre 2006                                    | Val d'Isère       | Descente II   | Lindsey Kildow       | Julia Mancuso                 | Anja Pärson           |
| 21 décembre 2006                                    | Val d'Isère       | Slalom        | Marlies Schild       | Annemarie Gerg                | Therese Borssen       |
| 28 décembre 2006                                    | Semmering         | Géant         | Kathrin Zettel       | Nicole Hosp                   | Marlies Schild        |
| 29 décembre 2006                                    | Semmering         | Slalom        | Therese Borssen      | Kathrin Zettel                | Marlies Schild        |
| 4 janvier 2007                                      | Zagreb            | Slalom        | Marlies Schild       | Ana Jelušić                   | Sarka Zahrobska       |
| 6 janvier 2007                                      | Kranjska Gora     | Géant         | Nicole Hosp          | Nicole Gius                   | Tanja Poutiainen      |
| 7 janvier 2007                                      | Kranjska Gora     | Slalom        | Marlies Schild       | Sarka Zahrobska               | Veronika Zuzulová     |
| 14 janvier 2007                                     | Altenmarkt        | Descente      | Renate Götschl       | Dominique Gisin               | Julia Mancuso         |
| 15 janvier 2007                                     | Altenmarkt        | Super combiné | Julia Mancuso        | Lindsey Kildow                | Marlies Schild        |
| 19 janvier 2007                                     | Cortina d'Ampezzo | Super G       | Julia Mancuso        | Nicole Hosp                   | Renate Götschl        |
| 20 janvier 2007                                     | Cortina d'Ampezzo | Descente      | Renate Götschl       | Julia Mancuso                 | Marie Marchand-Arvier |
| 21 janvier 2007                                     | Cortina d'Ampezzo | Géant         | Karen Putzer         | Julia Mancuso                 | Denise Karbon         |
| 26 janvier 2007                                     | San Sicario       | Super G I     | Renate Götschl       | Lindsey Kildow                | Christine Sponring    |
| 27 janvier 2007                                     | San Sicario       | Descente      | Renate Götschl       | Elisabeth Görgl               | Maria Holaus          |
| 28 janvier 2007                                     | San Sicario       | Super G II    | Lindsey Kildow       | Renate Götschl                | Christine Sponring    |
| Championnats du monde à Åre du 3 au 18 février 2007 |                   |               |                      |                               |                       |
| 24 février 2007                                     | Sierra Nevada     | Géant         | Michaela Kirchgasser | Nicole Hosp                   | Tanja Poutiainen      |
| 25 février 2007                                     | Sierra Nevada     | Slalom        | Marlies Schild       | Tanja Poutiainen              | Veronika Zuzulová     |
| 2 mars 2007                                         | Tarvisio          | Super combiné | Nicole Hosp          | Julia Mancuso                 | Marlies Schild        |
| 3 mars 2007                                         | Tarvisio          | Descente      | Julia Mancuso        | Renate Götschl                | Emily Brydon          |
| 4 mars 2007                                         | Tarvisio          | Super G       | Renate Götschl       | Nicole Hosp                   | Julia Mancuso         |
| 10 mars 2007                                        | Zwiesel           | Géant         | Tanja Poutiainen     | Nicole Hosp                   | Michaela Kirchgasser  |
| 11 mars 2007                                        | Zwiesel           | Slalom        | Marlies Schild       | Anna Ottosson Sarka Zahrobska |                       |
| 14 mars 2007                                        | Lenzerheide       | Descente      | Renate Götschl       | marlies Schild                | Marie Marchand-Arvier |
| 15 mars 2007                                        | Lenzerheide       | Super G       | Anja Pärson          | Andrea Fischbacher            | Marlies Schild        |
| 17 mars 2007                                        | Lenzerheide       | Slalom        | Nicole Hosp          | Anja Pärson                   | Veronika Zuzulová     |
| 18 mars 2007                                        | Lenzerheide       | Géant         | Nicole Hosp          | Kathrin Hölzl                 | Michaela Kirchgasser  |

## Coupe des nations
| Rang | Nom        | Points |
| ---- | ---------- | ------ |
| 1    | Autriche   | 14735  |
| 2    | Suisse     | 5861   |
| 3    | États-Unis | 5297   |
| 4    | Italie     | 5134   |
| 5    | Suède      | 4177   |
| 6    | Canada     | 3714   |
| 7    | France     | 3338   |
| 8    | Allemagne  | 1961   |
| 9    | Norvège    | 1529   |
| 10   | Finlande   | 1448   |

| Rang | Nom           | Points |
| ---- | ------------- | ------ |
| 1    | Autriche      | 6610   |
| 2    | Suisse        | 3982   |
| 3    | Italie        | 3078   |
| 4    | Canada        | 2258   |
| 5    | États-Unis    | 2154   |
| 6    | Suède         | 1837   |
| 7    | France        | 1793   |
| 8    | Norvège       | 1382   |
| 9    | Slovénie      | 693    |
| 10   | Liechtenstein | 635    |

| Rang | Nom                | Points |
| ---- | ------------------ | ------ |
| 1    | Autriche           | 8125   |
| 2    | États-Unis         | 3143   |
| 3    | Suède              | 2340   |
| 4    | Italie             | 2056   |
| 5    | Suisse             | 1879   |
| 6    | France             | 1545   |
| 7    | Allemagne          | 1470   |
| 8    | Canada             | 1456   |
| 9    | Finlande           | 869    |
| 10   | République tchèque | 607    |

Classement final